# Laguna Churup
La laguna Churup es un depósito natural de agua dulce ubicado en la provincia de Huaraz, departamento de Áncash, Perú. Se ubica a 4450 metros sobre el nivel del mar dentro del Parque nacional Huascarán. La laguna tiene una superficie de 249 401 m2.
Para llegar a la laguna Churup, se puede tomar una combi desde la ciudad de Huaraz. Luego de un recorrido de 45 minutos, la movilidad llega hasta el punto de inicio de la caminata: Pitec, un caserío ubicado a la entrada del Parque nacional Huascarán a 3900 m s.n.m.
A una hora caminando de la parte este de la laguna, se encuentra una laguna más pequeña, al pie del nevado, Churupita.